# 正義宮

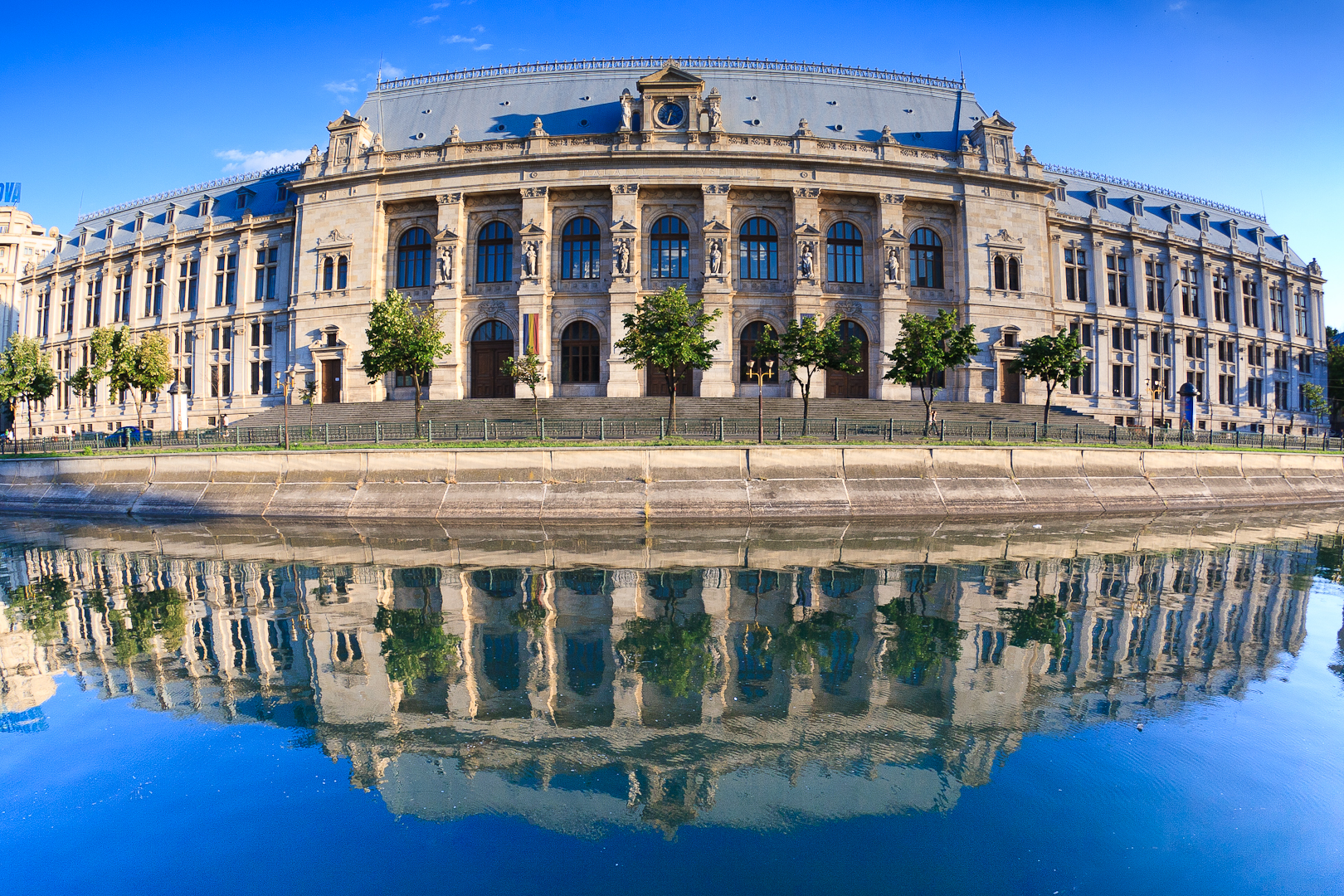
200x

44°25′44″N 26°05′56″E / 44.42880°N 26.09896°E
正義宮（羅馬尼亞語：Palatul Justiției）是位於羅馬尼亞布加勒斯特的一座建築，修建於1890年至1895年期間。正義宮地處登博維察河河岸，現在被用作布加勒斯特上訴法院和布加勒斯特第5區的區政府建築。正義宮有690個房間，面積33,235 m2（357,740 sq ft）。